# Pterotes benitensis
Pterotes benitensis är en fjärilsart som beskrevs av Blanchard 1971. Pterotes benitensis ingår i släktet Pterotes och familjen tandspinnare. Inga underarter finns listade.